# 常盤野
常盤野（ときわの）は、青森県弘前市の大字で、旧中津軽郡岩木町の大字。郵便番号は036-1345。

## 地理
岩木山の麓の地区のひとつで、当地を青森県道3号弘前岳鰺ケ沢線・岩木山8合目まで、有料道路津軽岩木スカイラインが通る（出口は百沢になる）。北は西津軽郡鰺ヶ沢町長平町、北東から東にかけて百沢、東南は中津軽郡西目屋村白沢、南から西にかけて弘前市国有林、北西は鰺ヶ沢町松代町に接する。

### 小字
小字として黒森・上黒森・清水渕・ 湯段萢・湯の沢がある。

## 歴史
- 1941年（昭和16年） - 百沢まで運転されていた路線バスが、当地まで延長運行される。
- 1953年（昭和28年） - 県内初の有料道路、津軽岩木スカイラインの工事が計画され、着工。
- 1961年（昭和36年） - 道路が弘前から当地まで舗装される。
- 1964年（昭和39年） - 津軽岩木スカイライン開通。以後、岩木観光の主役となる。

### 沿革
- 1889年（明治22年） - 岩木村の大字になる。
- 1891年（明治24年） - 当時の記録では人口210、戸数30、厩3であった。
- 1961年（昭和36年） - 岩木町大字常盤野になる。
- 2006年（平成18年） - 弘前市への合併とともに弘前市の大字になる。

### 地名
枯木平村が、文政2年に常盤野と改称したもの。

## 世帯数と人口
2017年（平成29年）6月1日現在の世帯数と人口は以下の通りである。
| 大字               | 世帯数 | 人口  |
| ------------------ | ------ | ----- |
| 常盤野（小字全域） | 83世帯 | 206人 |

## 施設

### 教育
- 弘前市立常盤野小中学校

### 商業
- 嶽温泉
- 湯段温泉
- 嶽ホテル
- ゆだんの宿
- 津軽カントリークラブ岳コース

### 公共
- アメダス岳地域気象観測所
- 嶽簡易郵便局
- 青少年スポーツセンター

## 小・中学校の学区
市立小・中学校に通う場合、学区は以下の通りとなる。
| 大字   | 番・番地 | 小学校                 | 中学校                 |
| ------ | -------- | ---------------------- | ---------------------- |
| 常盤野 | 全域     | 弘前市立常盤野小中学校 | 弘前市立常盤野小中学校 |

## 交通
- 弘南バス

嶽温泉前、湯段口、養魚場前、スカイライン入口、瑞穂、枯木平（弘前バスターミナル - 枯木平線）停留所。
- 百沢温泉前 - スカイライン入口間はフリー乗降区間。